# Guillaume-Élisée Martial
Guillaume-Élisée Martial, né le 3 novembre 1796 à Bordeaux (Gironde), mort le 26 décembre 1861 à Saint-Brieuc (Côtes-d'Armor) est un prélat français qui fut évêque de Saint-Brieuc et Tréguier de 1858 à 1861.

## Biographie
Fils de Jean François Marie Martial, négociant, et de Rosalie Foy Nonlabade, Guillaume-Élisée Martial nait le 13 brumaire an V (3 novembre 1796), au 9 façade des Chartrons, sur la paroisse Saint-Louis. Après des études chez les Jésuites à Bordeaux, il monte à Paris faire son droit, résidant au collège Stanislas où il se lie d'amitié avec Antoine-Adolphe Dupuch, futur évêque d'Alger, bordelais comme lui et de quatre ans son cadet. Attiré par l'état ecclésiastique, il entre au grand séminaire de Bordeaux et est ordonné pour cet archidiocèse en juin 1821. Vicaire peu de temps à Libourne, il est rapidement nommé professeur puis directeur au petit séminaire de Bazas, devenant dès 1828 chanoine honoraire de l'église métropolitaine de Bordeaux. Après 13 années au service de l'éducation, il devient curé de Saint-Pierre de Bordeaux en juillet 1835. Le 21 juillet 1838, Ferdinand-François-Auguste Donnet le prend pour vicaire général, poste qu'il occupera jusqu'à sa nomination comme évêque de Saint-Brieuc le 3 août 1858. Préconisé le 27 septembre 1858, sacré le 21 novembre suivant en la cathédrale Saint-André de Bordeaux, Martial fait son entrée à Saint-Brieuc le 4 décembre. Outre des visites pastorales ou des tournées de confirmation, son bref épiscopat est marqué par l'arrivée des Maristes à la tête du grand séminaire, des cérémonies publiques telles que la bénédiction de la première pierre du palais de justice de Saint-Brieuc par ses soins, en mars 1859, ou celle de la chapelle du lycée impérial par le cardinal Donnet, le 28 mai 1860. Le prélat décède le 26 décembre 1861 en son palais épiscopal, quelques jours après avoir administré le sacrement de confirmation au Haut-Corlay.
Guillaume-Élisée Martial était chevalier de la légion d'honneur.

## Armes
D'azur au lion d'argent , au monogramme T E I V C de sable au flanc dextre (initiales de sa devise).

## Distinctions
- Chevalier de la Légion d'honneur (8 octobre 1852)[6]

## Référence
1. ↑  Registre des décès de Saint-Brieuc, années 1861-1862. Archives départementales des Côtes-d'Armor, Année 1861, acte no 529. Document consulté le 24/08/2019.
2. ↑  Registre des naissances de Bordeaux, Centre, pour 1797. Archives départementales de la Gironde, Cote 4 E 808, acte no 112. Document consulté le 24/08/2019.
3. ↑  Société bibliographique, L'épiscopat français depuis le Concordat jusqu'à la Séparation (1802-1905), Paris, 1907, Librairie des Saint-Pères, 720p., p. 550 Disponible sur Gallica.
4. ↑  J.M. Poulain-Corbion, Études biographiques sur Monseigneur Martial, évêque de Saint-Brieuc et Tréguier, Saint-Brieuc, 1862, L. Prud'homme, Impriemeur-Libraire, 176p. Disponible sur Gallica.
5. ↑  Comte de Saint Saud, Armorial des prélats français du XIXe siècle, Paris, 1906, H. Daragon, 415p., p. 154. Consultable sur Gallica.
6. ↑  « Cote LH/1755/46 », base Léonore, ministère français de la Culture